# Arturo Masriera

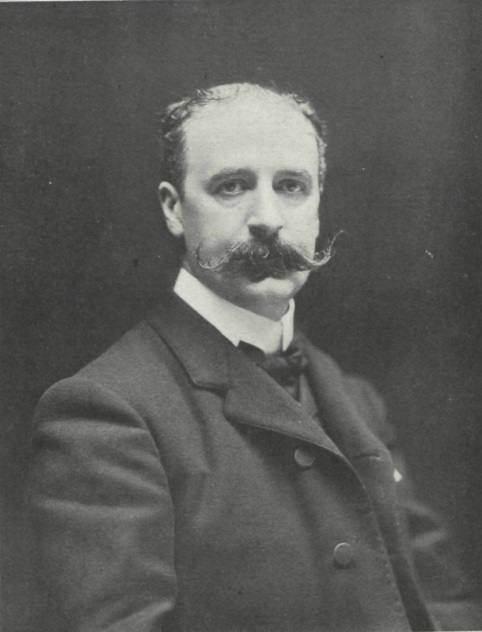
Fotografiado por Audouard.

Arturo Masriera y Colomer (Barcelona, 16 de julio de 1860-Barcelona, 25 de noviembre de 1929) fue un escritor, poeta, historiador, lexicógrafo y traductor español, de expresión castellana y catalana.

## Biografía
Dirigió el taller de platería de su padre desde 1885. Abandonó sus estudios de jesuita y se doctoró en Derecho, y fue catedrático por oposición de instituto de literatura preceptiva en Ciudad Real (1901), Lérida (1903) y Reus (1905); después enseñó como catedrático numerario Psicología y Lógica. Es autor de un monumental diccionario políglota en siete idiomas y cuatro tomosm, el Diccionario de Diccionarios (Barcelona: Montaner y Simón, 1916-1917) y colaboró en publicaciones como La Bandera Catalana, L'Aureneta (Buenos Aires), La Patria Catalana y La Vanguardia de Barcelona. Admirador de Verdaguer, participó varias veces en los Juegos florales de Barcelona, ganando diversos premios y siendo proclamado Maestro en Gay Saber en 1905. Además tradujo a menudo en catalán, entre otros títulos el Prometeo y Los Persas (Barcelona, 1898) y el Hamlet de Shakespeare (1897) y estudió los clásicos grecolatinos. Dirigió la parte literaria de la Enciclopedia Espasa. En castellano publicó El Siglo de Pericles, canto épico (Gerona, 1883), Vida de H. Erasmo de Janer (Barcelona, 1886), Joyas del clasicismo (Reus, 1912), Triunfantes y olvidados (liter. regional) (Barcelona, 1912), El Catalanismo literario en las regiones (1913), De mi rebotica, anécdotas y confidencias (1914), Proceres catalanes de vieja estirpe (1915-16) Su bibliografía abarca unos veinticinco títulos entre poesía y prosa.

## Obras en catalán

### Poesía
- Poesies líriques, históriques, bíbliques y populars (1879)
- Poesies (1893). Incluye: Harpa sagrada. Romanceret histórich y popular. Ayres de pagesía. Esperances y Recorts. Cancons é hymnes. La Visió de Sant Lluis.
- De l'art vell y de l'art nou (1913)

Poemas presentados a los Juegos Florales de Barcelona
- La mort del Abat (1881), accéssit de  la Englantina d'or[4]
- Les Comares de Ripoll (1881), segundo accessit a la Flor Natural[4]
- Oda d'Horaci (1881), primer accèssit al premio extraordinario de la Diputación de Tarragona[4]
- La tallada (1881), premio Flor Natural[4][5]
- L'arbre del maig (1882), segundo accéssit a la Flor Natural[6]
- Les noces d'or (1883), premio Viola d'or i d'argent
- Lo guayta de Montjuich (1898), premio extraordinario de la revista La Costa de Llevant[7]
- Revictaris? (1900), premio extraordinario del Ayuntamiento de Reus[8]
- Lo rey dels arbres (1900), primer accéssit de la Englantina d'or[8]
- La corona d'espines (1905), premio Viola d'or i d'argent

### Prosa
- Tretze són tretze. Fábules reaccionaries (1904)
- Parles catalanes (1878)
- Bibliografía de la Barcelona vuitcentista (1924)

## Obras en castellano
- El Siglo de Pericles, canto épico (Gerona, 1883)
- Breve noticia de la edificante vida y santa muerte del hermano Erasmo de Janer (Barcelona, 1886)
- Joyas del clasicismo. Estudios de investigación crítica y vulgarización literaria. Aristóteles - Horacio - Marcial - Séneca - El Clasicismo y la Escultura - El Clasicismo y la Literatura Moderna - Esquilo y su teatro (Reus, Imprenta Diario de Reus, 1912)
- De mi rebotica, anécdotas y confidencias (1914
- Proceres catalanes de vieja estirpe: La casa de Rocaberti. Genealogía (1916)
- Triunfantes y olvidados (literatura regional) (Barcelona, 1912)
- El catalanismo literario en las regiones (1913)
- Los buenos barceloneses. Hombres, costumbres y anécdotas de la Barcelona ochocentista (1850-1870) (Barcelona: Editoruial Políglota, 1924)
- Oliendo a brea. Hombres, naves, hechos y cosas de mar de la Cataluña ochocentista. 2ª serie de Los buenos barceloneses (1926)
- Barcelona isabelina y revolucionaria. Episodios, anécdotas, recuerdos, documentos (Barcelona: Editoruial Políglota,1930)
- Diccionario de diccionarios. Castellano - Latino - Portugués - Francés - Italiano - Catalán - Inglés Y Alemán. Vols. 1 y 2: Lengua castellana con las correspondencias extranjeras. Vols. 3 y 4: Lenguas extranjeras con las correspondencias castellanas (Barcelona: Montaner y Simón, 1916-1917, 4 vols.